# Зардлаші
Зардлаші (груз. ზარდლაში) — село в Грузії.
За даними перепису населення 2014 року в селі проживає 10 осіб.